# These Words
"These Words" – piosenka pop autorstwa Natashay Bedingfield, Steve’a Kipnera, Andrew Framptona i Wayne’a Wilkinsa. Znalazła się ona na debiutanckim albumie Bedingfield, Unwritten (2004). Utwór został wydany jako drugi singel w Europie dnia 16 sierpnia 2004, natomiast jako pierwszy w Stanach Zjednoczonych dnia 10 maja 2005. Singel sprzedał się w wysokich ilościach i został odznaczony platyną w Stanach Zjednoczonych oraz Australii natomiast nominowany do nagrody BRIT Awards jako "Najlepszy brytyjski singel".

## Wydanie singla
"These Words" pojawił się na brytyjskiej liście przebojów UK Singles Chart dnia 30 sierpnia 2005 debiutując na miejscu #1. Utwór okupował szczyt notowania przez dwa tygodnie. Piosenka również zajęła pozycję #1 na irlandzkim notowaniu; ogółem, utwór znajdował się na liście przez siedemnaście tygodni.
Również w innych krajach Europy singel cieszył się powodzeniem. Utwór zajmował miejsce #2 na listach przebojów w Austrii, Niemczech, Norwegii i pozycje w Top 10 w Holandii, Szwecji oraz Szwajcarii.
W Australii "These Words" zadebiutował na miejscu #6 jednak trzy tygodnie później zmienił swą pozycję na #5. Pod koniec roku 2004 ARIA skomponowała końcoworoczną listę największych przebojów Top 100; utwór zajął pozycję #49 i został odznaczony złotem. W Nowej Zelandii utwór zajął pozycję #2.
W Stanach Zjednoczonych utwór zajął miejsce #17.

## Teledysk
Do singla zostały nakręcone dwa różne teledyski. Zostały one podzielone na wersję brytyjską i amerykańską. Wersję brytyjską reżyserowali Scott Lyon and Sophie Muller; premiera nastąpiła w sierpniu 2004. Klip przedstawia Natashę siedzącą przy stole w swojej hiszpańskiej willi, sfrustrowaną brakiem weny twórczej do napisania tekstu piosenki. Potem artystka idzie na dach swego domu przez różne pomieszczenia, w których to tnie kwiaty, siedzi pośród stosu książek, tańczy pomiędzy krzesłami, siedzi na leżance. Następnie wokalistka przedstawiona jest na dachu willi, gdzie "marze" po swoim notesie. Na jego kartkach ukazuje się labirynt, który Natasha przemierza swoim flamastrem – w rzeczywistości kontroluje ona swojego chłopaka rysując drogę po której on przemierza. Na koniec klipu, Bedingfield strąca z dachu kubek z wodą, który trafia w mężczyznę; zmoczony i zmęczony upada na ziemię. Wtedy to Natasha wychodzi na balkon, patrząc się na chłopaka oraz pytając, czy jest z nim "wszystko OK".
Amerykańska wersja teledysku reżyserowana była przez Chrisa Milka i kręcona w Rio de Janeiro (Brazylia), w marcu 2005. Treść klipu została narzucona przez wytwórnię płytową. Videoclip zaczyna się w momencie, kiedy Natasha budzi się obok magnetofonu, następnie ubiera się i wychodzi na zewnątrz razem z wcześniej wspomnianym przedmiotem. Podczas występu na plaży, artystka kopie magnetofon, gdy ten nagle ożywa i zaczyna tańczyć. Na koniec Bedingfield wraca do domu razem z wszystkimi, tańczącymi przedmiotami.
Videoclip zadebiutował na miejscu #10 amerykańskiej listy przebojów programu TRL stacji MTV. W sumie, klip okupował miejsce przez sześć dni. VH1 uznał klip jako godny umieszczenia go na notowaniu najlepszych klipów 2005 roku, umiejscowiając teledysk na pozycji #22 w Top 40.

## Listy utworów i formaty singla
Brytyjski dwunagraniowy CD singel

(Wydany 29 sierpnia 2004)
1. "These Words"
2. "Single [Na żywo dla radia BBC]"

Brytyjski CD maxi-singel

(Wydany 29 sierpnia 2004)
1. "These Words"
2. "These Words [Bimbo Jones Remix]"
3. "The One That Got Away"
4. "These Words [Videoclip]"

Międzynarodowy Cd singel

(Wydany 13 września 2004)
1. "These Words"
2. "These Words [Bimbo Jones Remix]"
3. "The One That Got Away"
4. "Single [Na żywo dla radia BBC]"
5. "These Words [Videoclip]"
6. "These Words [Behind The Scenes Video]"

USA Download

(Wydany 9 sierpnia 2005)
1. "These Words [Plantlife Remix]"
2. "These Words [Dwele Remix]"
3. "These Words [Lenny B Extended Mix]"
4. "These Words [Lenny B Radio Mix]"
5. "These Words [Ford Club Mix]"
6. "These Words [Ford Radio Mix]"
7. "These Words [T Ray Remix]"
8. "These Words [Reggaeton Remix]"

## Pozycje na listach
| Lista przebojów (2004)            | Najwyższa pozycja |
| --------------------------------- | ----------------- |
| Australia ARIA Singles Chart      | 5                 |
| Austria Singles Chart             | 2                 |
| Belgia Singles Chart              | 15                |
| Finlandia Top 20 Singles Chart    | 15                |
| Francja Singles Chart             | 19                |
| Holandia Top 40 Chart             | 4                 |
| Irlandia Singles Chart            | 1                 |
| Niemcy Singles Chart              | 2                 |
| Nowa Zelandia RIANZ Singles Chart | 2                 |
| Norwegia Singles Top 20 Chart     | 2                 |
| Szwecja Singles Top 60 Chart      | 5                 |
| Szwajcaria Singles Chart          | 8                 |
| UK Singles Chart                  | 1                 |

| Lista przebojów (2005)            | Najwyższa pozycja |
| --------------------------------- | ----------------- |
| USA Billboard Hot 100             | 17                |
| USA Billboard Pop 100             | 9                 |
| USA Billboard Hot Dance Club Play | 35                |